# Ковалёва, Галина Владимировна
Гали́на Влади́мировна Ковалёва (22 октября 1957, Йошкар-Ола, Марийская АССР, РСФСР) — советская и  российская актриса театра, режиссёр. Ведущая актриса, режиссёр, художественный руководитель Республиканского театра кукол Марийской АССР / Марийской ССР / Республики Марий Эл (с 1976 года). Заслуженная артистка Российской Федерации (2021). Народная артистка Республики Марий Эл (2005). За вклад в развитие театрального искусства и высокое исполнительское мастерство награждена медалью ордена «За заслуги перед Марий Эл» (2018).

## Биография
Родилась 22 октября 1957 года в г. Йошкар-Оле Марийской АССР. В 1988 году окончила актёрский факультет Ленинградского государственного института театра, музыки и кинематографии, училась у педагога В. П. Наумова.
Некоторое время работала в Краснотурьинском муниципальном театре актёра и куклы Свердловской области. С 1976 года работает в Республиканском театре кукол Марийской АССР / Республики Марий Эл: актриса, с 1997 года — режиссёр. С самого начала работы стала играть основные роли в спектаклях этого театра: Буратино в «Золотом ключике», малыш Ростик в спектакле «Очень умные игрушки», Катаринка в «Волшебном облаке» и др. Работала с режиссёрами В. В. Савиным, Ю. А. Фридманом, Л. П. Яковлевым, Е .И. Ярденко. Была режиссёром-постановщиком спектаклей «Принцесса на горошине» (1997), «Сказки котика-мурлыки» (2012) и др. В январе 2022 года была назначена художественным руководителем этого театра.
В плане техники игры владеет разными видами театральных кукол: перчаточными, тростевыми, марионетками, теневыми, планшетными. Обучает технике кукловождения молодых театральных актёров.
Параллельно с работой в театре с 2013 года является художественным руководителем курса по специальности «Актёр театра кукол» на театральном отделении Марийского республиканского колледжа культуры и искусств имени И. С. Палантая.
Известна как ведущая детского тележурнала на Марийском телевидении.
В 1992 году стала заслуженной артисткой Республики Марий Эл, а в 2005 году — народной артисткой Республики Марий Эл. В 2018 году за вклад в развитие театрального искусства и высокое исполнительское мастерство награждена медалью ордена «За заслуги перед Марий Эл». В 2021 году присвоено почётное звание «Заслуженный артист Российской Федерации».

## Основные роли
Список основных ролей Г. Ковалёвой в спектаклях и постановках на сцене Республиканского театра кукол (г. Йошкар-Ола):
- «Бамбуковый остров» — Кролик
- «Бармалей» — Бабушка, Бармалей
- «Весёлое путешествие» — Барабанщик, Кошка
- «Винни Пух» — Кролик
- «Два клёна» — Матушка
- «Дюймовочка» — Ласточка, Мама-жаба
- «Жили-были» — Бабка, Мышка, Лиса
- «Звёздочка» — Волчонок, Медведица, Лягушка
- «Каштанка» — Каштанка
- «Котёнок на снегу» — Мудрая ворона
- «Красная Шапочка» — Мама, Лиса
- «Сказка о глупом мышонке» — Мама Мышь
- «Сказка про Емелю» — Матушка, Щука
- «Царевна-лягушка» — Купчиха, Первая лягушка, Щука
- «Цветик-семицветик» — Волшебница, Мама
- «Чудо чудное, диво дивное» — Первая девушка, Федосья, Гусь, Алёна Ивановна, Сашенька, Кухарка
- «Бедный Акакий» — Акакий Акакиевич (ведение куклы), Гоголь (ведение куклы), Кошка, Раёк

## Звания и награды
- Заслуженная артистка Российской Федерации (11 июля 2021) — за большой вклад в развитие отечественной культуры и искусства, многолетнюю плодотворную деятельность[7]
- Медаль ордена «За заслуги перед Марий Эл» (3 января 2018) — за вклад в развитие театрального искусства и высокое исполнительское мастерство[8]
- Национальная театральная премия имени Йывана Кырли (2016)[1]
- Почетная грамота Государственного Собрания Республики Марий Эл (2016)[1]
- Почетная грамота Министерства культуры, печати и по делам национальностей Республики Марий Эл (2016)[1]
- Почетная грамота Государственного Собрания Республики Марий Эл (2012)[1]
- Благодарность Главы Республики Марий Эл (2012)[1]
- Почетная грамота Союза театральных деятелей РФ (2012)[1]
- Почетная грамота Министерства культуры РФ и Российского профсоюза работников культуры (2008)[1]
- Почетная грамота Министерства культуры, печати и по делам национальностей Республики Марий Эл (2007)[1]
- Народная артистка Республики Марий Эл (2005)[1]
- Заслуженная артистка Республики Марий Эл (1992)[1]